# IC 4675
IC 4675 је ознака објекта на координатама са ректансцензијом 18h 3m 10,0s и деклинацијом - 9° 15" 36'. Открио га је Гијом Бигурдан, 5. августа 1891. Каснијим посматрањима на том положају није уочен никакав астрономски објекат.